# 光が丘 (練馬区)
光が丘（ひかりがおか）は、東京都練馬区にある地名。現行行政地名は光が丘一丁目から七丁目。住居表示実施済区域。
戦時中の1943年に成増陸軍飛行場として整備され首都防空拠点となったが、戦後はGHQに接収されて米軍家族住宅グラントハイツになった。1973年（昭和48年）に全面返還されて現在の地名になり、大規模団地である光が丘パークタウン（光が丘団地）と光が丘公園が造成された。

## 地理
光が丘は、練馬区北部に位置する新興住宅地と公園の総称である。多くの団地が建ち並び、中心部には都営大江戸線光が丘駅、ショッピングセンター光が丘IMAがある。域内に多くの公園が点在し、光が丘駅北側には都立光が丘公園が位置する。同公園は日比谷公園の約4倍と都内でも有数の面積を持ち、園内に図書館、体育館、テニスコート、野球場を備えるなど人々の憩いの場となっている。秋の陽公園には区内の公園では唯一田園があり、暗渠化された田柄川をイメージした水路が整備されている。
南北方向に長大な区域のため、居住区域によって利用可能な駅は異なる。光が丘駅を中心に、大江戸線の練馬春日町駅、東武東上線の成増駅・下赤塚駅、東京地下鉄有楽町線・副都心線の地下鉄成増駅・地下鉄赤塚駅・平和台駅、西武池袋線の練馬高野台駅が徒歩・バス等で利用可能である。また、国際興業バスが光が丘駅より平和台駅経由池袋駅東口行のバスを運行しており、鉄道を用いては、池袋駅やその先の副都心エリアへの移動に必ず乗換を伴う事から、それらを嫌う住民が多く利用している。
埼玉県との境界が近く、いずれも光が丘に接してはいないものの付近には主要幹線道路が複数ある。北側に川越街道、西側に笹目通り、南側に目白通り、南東方向に環八通りがある。また、環七通り、関越自動車道練馬IC・東京外環自動車道大泉JCT、新大宮バイパスが比較的近い。
交通面では、後に鉄道・道路ともに利便性が高まったが、1991年（平成3年）末まで都営12号線も未開通で、西武池袋線練馬高野台駅も存在しなかった。また道路も東京外環自動車道全線と環八通りの一部区間が未開通で、さらに環八通りは井荻トンネルも未完成で西武新宿線との交差で常に大渋滞が起こり便利とは言い難かった。都営地下鉄大江戸線の延伸により、新宿・青山・六本木・大門・汐留などの都心部へも電車一本で行けるようになった。
光が丘には、町内会・自治会にあたる東京都練馬区光が丘地区住民組織連絡協議会（略称：光連協）という住民組織が存在する。賃貸住宅の自治会と分譲住宅の管理組合計35団体が加盟し、総世帯数は12157世帯（2006年6月24日現在）に達する光が丘地区最大の住民団体となっている。この規模は通常の町内会・自治会等と比べてかなり巨大な部類に属する。光連協内部は自治会（賃貸住宅）が加入する自治会部会と管理組合が加入する管理組合部会に分けられ、それぞれの固有の問題が扱われている。他にも防災対策専門委員会や自転車問題専門委員会など光が丘地域の問題に密着した専門委員会も6つ設けられている。

## 歴史
元は武蔵国豊島郡上練馬村田柄、高松および下土支田村（土支田）にまたがる地区で、広大な農地だった。
地区の中央部である、現在の地域医療振興協会練馬光が丘病院付近には、西から東へ田柄川（江戸時代は土支田川と呼ばれる）および田柄用水（現在の光が丘第二アパート付近の分水堰で田柄川と分水）が流れ、流域の東部に水田が、北と南の一部には、練馬大根の畑があった。地区の北西部（ふれあい橋周辺）は、盛岡藩抱地(かかえち)で南部山と呼ばれる畑山があった。曲がりくねった農道と、屋敷森が随所に見られる農村地帯で、成増飛行場建設直前には、約80世帯が居住していた。
成増飛行場建設までは、以下の神社や道路があった。
- 神社
  - 稲荷神社 - 現在の光が丘公園駐車場入口付近
  - 阿夫利神社 - 現在の夏の雲公園付近
- 道路
  - 土支田通り - 旧導者道、現在の土支田通りの延長。現在の光丘高校角交差点から、ゆりの木通りを結ぶ。
  - 平林寺道 - 現在の光が丘公園西交差点と光が丘北交差点の中間点から、光が丘第八小学校付近で土支田通りと交差し、たがら公園南を結ぶ。
  - 学校道 - 現在の旭町南地区区民館から、夏の雲公園の北付近で長命寺道と交わる。
  - 長命寺道 - 現在の光が丘児童館南から、田柄高校角交差点、光が丘美術館前を通り、現在の光が丘消防署前交差点の南から、光が丘第三小学校前交差点付近までを結ぶ。
  - 長久保道 - 現在の夏の雲公園南の交差点から、笹目通りまでを結ぶ。
  - 豊島園通り - 旧上練馬道。現在の田柄五丁目交差点から、田柄第三小学校の中央を通り、田柄高校角交差点を結ぶ。当地以外は、現在の豊島園通りと同じ。
現在の田柄第三小学校の中央から、田柄高校角交差点までの間は、長命寺道と豊島園通りが重複する。

### 地名の由来
練馬区のイメージである「緑と太陽のまち」にちなんで名付けられた。光が丘のほか、緑が丘・緑台・青葉台・若葉台の5つの候補があった。

### 沿革
- 1939年（昭和14年）4月：紀元2600年記念事業の一つである、東京府策定の環状緑地帯計画に、土支田・田柄・高松の地域一体を、大泉大緑地とする計画が盛り込まれた。
- 1940年（昭和15年）2月：臨時府議会で東京緑地帯計画が可決された。同年3月30日付の内務省告示では、大泉大緑地のみが削除された。
- 1942年（昭和17年）：旧日本陸軍の成増飛行場が現在の光が丘（3・4・5・7丁目辺り）に建設される。現在のIMAの中央やや東寄りを、南北に滑走路が貫いていた。
- 1945年（昭和20年）：太平洋戦争敗戦により、成増飛行場が連合国に接収される。
- 1946年（昭和21年）3月25日：東武啓志線が全線開通。現在の光が丘秋の陽小学校の北側に、同線の終着駅であるケーシー駅設置[5]。
- 1947年（昭和22年）3月3日：連合国軍が、成増飛行場跡地をグラントハイツと改称する。名称の由来は第18代アメリカ大統領のグラント将軍にちなむ。
- 1947年（昭和22年）4月：グラントハイツの建設着工。
- 1948年（昭和23年）6月：グラントハイツが完成。アメリカ空軍の家族宿舎となる。このことから周囲には米軍関連の店も並んだ。
- 1952年（昭和27年）7月26日：日米政府間協定上の米軍施設名「グラント・ハイツ住宅地区」（FAC（施設）番号3006）として、練馬区土支田町、高松町、田柄町、春日町、旭町の一部が、米軍無期限使用施設に指定される[6]。
- 1958年（昭和33年）9月26日：狩野川台風により田柄用水があふれ、グラントハイツが浸水被害。
- 1959年（昭和34年）7月22日：東武啓志線が廃線。
- 1960年代：グラントハイツの返還運動が高まる。
- 1961年（昭和36年）4月19日：日米政府間協定上の米軍施設名が「グラント・ハイツ住宅地区」に改まる[7]。
- 1964年（昭和39年）12月18日：練馬区長（須田操）が、東京都知事（東龍太郎）にグラントハイツ開放を要請。
- 1969年（昭和44年）8月27日：防衛庁長官（有田喜一）が、グラントハイツを視察し、米軍と話し合う。
- 1969年（昭和44年）9月1日：当地区に住居表示を実施。田柄町一丁目、田柄町二丁目、高松町一丁目の一部、高松町二丁目の一部、旭町の一部が光が丘になり[8]、正式の町名となった。この時点では光が丘には「丁目」の設定はなく、全体が光が丘1番街区だった。
- 1971年（昭和46年）8月19日：外務省にて日米合同委員会が開かれ、1974年3月を期限として、グラントハイツ全面返還を合意。
- 1972年（昭和47年）：敷地の半分を公園、半分を団地などの住宅地にする跡地の再開発計画を策定。

- 1973年（昭和48年）3月: グラントハイツに隣接する国有地に日本住宅公団が建設した「むつみ台団地」（10階建て3棟）が完成し、入居開始[9][10]。光が丘では初の（そしてしばらくして周辺の旧グラントハイツ区域内が開発されるまでは唯一の）一般住宅かつ高層建築であった。
- 1973年（昭和48年）9月30日：グラントハイツの全面返還が完了[11]。国有地約1,034,059m2、公有地約9,283m2、民有地約2,452m2、民有地（イーズメント）約368m2、国有建物約107,484m2および付帯設備等が返還された。返還に伴う代替施設として、横田飛行場を米軍へ追加提供した。
- 1976年（昭和51年）11月: 東京都立光丘高等学校の校舎が一部完成、現在地での授業を開始。
  - なお、光丘高校の校舎の所在地は、建設当初は光が丘1-1であったが、2023年現在は旭町。
- 1977年（昭和52年）2月：都立光が丘公園の建設工事着工。
- 1977年（昭和52年）4月：練馬区立田柄小学校の学区を分割し、田柄第三小学校開校。区域内初の小学校であったが、「光が丘」の名は冠されなかった。
- 1980年（昭和55年）10月：練馬給水所完成、一部通水開始。
- 1981年（昭和56年）3月-5月：住宅、清掃工場の建築着工。
- 1981年（昭和56年）4月: 東京都立田柄高等学校開校。
  - 先に光丘高等学校が存在していたためか、こちらも田柄第三小学校と同様に「光が丘」の名は冠されなかった。なお、光丘高等学校はのちに所在地が旭町に変更されたので、2023年現在では田柄高等学校が区域内唯一の都立高校である。その結果、町名を冠する都立高校は区域外にあり、区域内の都立高校は隣接の町名を名乗る事態となっている。
- 1981年（昭和56年）12月：都立光が丘公園が開園。
- 1983年（昭和58年）3月1日：住居表示の変更を実施。従来の「光が丘」の大部分が、光が丘一丁目から七丁目となった[12]。この際、旧光が丘の一部が旭町一丁目33番、旭町二丁目1番および11番、田柄二丁目42番、高松五丁目24番に編入された。
- 1983年（昭和58年）3月：ゆりの木通り完成。
- 1983年（昭和58年）3月-4月：都営住宅・公団住宅の入居開始（旧グラントハイツ区域内で初めての入居）。練馬区立光が丘第一小学校、光が丘第二保育園、旭町第二保育園開設。
- 1983年（昭和58年）5月：練馬区清掃工場光が丘工場仮稼動開始。
- 1983年（昭和58年）6月：光が丘公園野球場、テニスコート、陸上競技場利用開始。地下鉄有楽町線開通。
- 1983年（昭和58年）7月：旭町南地区区民館開設（清掃工場の還元施設）。
- 1983年（昭和58年）10月：清掃工場本格稼動開始。
- 1984年（昭和59年）3月-4月：光が丘出張所、練馬区立光が丘第四小学校、練馬区立光が丘第一中学校、練馬区立光が丘第四中学校、光が丘公園派出所、光が丘第三保育園、光が丘あじさい学童クラブ開設。
- 1984年（昭和59年）4月：バス運行開始。
- 1986年（昭和61年）：光連協発足（15団体加盟）。
- 1986年（昭和61年）11月：練馬区医師会立光が丘総合病院開設。
- 1987年（昭和62年）：IMAオープン。

- 1990年（平成2年）：光が丘警察署開設。
- 1991年（平成3年）：光が丘郵便局開局。都営地下鉄12号線（現・大江戸線）の開通。パチンコ店進出の反対運動始まる。
- 1991年（平成3年）4月1日：経営破綻した医師会立光が丘総合病院を引き継ぐ形で日本大学医学部付属練馬光が丘病院開設。
- 1992年（平成4年）：光連協がパチンコ店進出反対を決定。
- 1993年（平成5年）：光連協がパチンコ店出店反対要望書を区長・区議会・住都公団に提出。
- 1994年（平成6年）：光が丘地区区民館開設。光が丘体育館開設。
- 1995年（平成7年）：光が丘図書館開館。光が丘にパチンコ店がオープン。

この頃から子どもの数が激減し、小中学校の統廃合案が実施され始める。
- 2012年（平成24年）：光が丘第三小学校跡施設にアオバ・ジャパン・インターナショナルスクール光が丘キャンパスが開設。
- 2012年（平成24年）3月31日： 日本大学が光が丘病院設立時に融資した保証金を巡る問題を発端として日大が光が丘病院の経営から撤退。翌4月1日から地域医療振興協会が経営を引き継ぎ、地域医療振興協会練馬光が丘病院として再出発。
- 2013年（平成25年）：光が丘第五小学校を改修、こども発達支援センターを開設。光が丘第二小学校跡施設、光が丘第七小学校跡施設を暫定的に区の管理下に置き、生涯学習団体等の活動場所として利用。
- 2020年（令和2年）：IMA中央館専門店街がエリア初出店等新しい顔ぶれを含む103店舗で全面リニューアルオープン。地下1Fは食品を中心とした「イマチカ」、1Fから4Fが食品やファッション、生活用品、レストラン等の「イマミセ」となり、4Fにはエリア初のフードホール「IMA DINING」が新設された。
- 2022年（令和4年）10月11日：地域医療振興協会練馬光が丘病院が、光が丘第三中学校へ統合し廃校となった光が丘第四中学校の跡地へ移転。

### 町名の変遷
地租改正後の記録として残る小字は以下のとおり。左が現町名、右が小字名である。
- 光が丘一丁目 - 北神明（きたしんめい）
- 光が丘二丁目 - 菅原（すがわら）、八丁原（はっちょうはら）
- 光が丘三丁目 - 北高松、菅原、西田柄、東高松
- 光が丘四丁目 - 庚塚（かねづか）、八丁原
- 光が丘五丁目 - 菅原、大門山（だいもんやま）、八丁原
- 光が丘六丁目 - 大門（だいもん）、大門山
- 光が丘七丁目 - 北高松、大門、平松（ひらまつ）

板橋区成立時の町名改称は以下のとおり。
| 実施後             | 実施年月日    | 実施前（いずれも上練馬村）                                                       |
| ------------------ | ------------- | -------------------------------------------------------------------------------- |
| 練馬田柄町一丁目   | 1932年10月1日 | 大字上練馬字上田柄・中田柄・西田柄・菅原・田柄久保・前神明                       |
| 練馬田柄町二丁目   | 1932年10月1日 | 大字上練馬字愛宕原・神明ヶ谷戶・北田柄・前田柄・東田柄・神明久保・北神明・神明原 |
| 練馬高松町一丁目   | 1932年10月1日 | 大字上練馬字高松・東高松・中高松・若宮・西高松・宮本・南高松・前高松             |
| 練馬高松町二丁目   | 1932年10月1日 | 大字上練馬字大門山・大門附・大門・北高松・稻荷山・平松・中ノ臺・西ノ臺           |
| 練馬土支田町一丁目 | 1932年10月1日 | 大字下土支田字後安・庚塚・八町原・八町堀・西八町堀                               |

| 実施後       | 実施年月日   | 実施前             |
| ------------ | ------------ | ------------------ |
| 田柄町一丁目 | 1949年1月1日 | 練馬田柄町一丁目   |
| 田柄町二丁目 | 1949年1月1日 | 練馬田柄町二丁目   |
| 高松町一丁目 | 1949年1月1日 | 練馬高松町一丁目   |
| 高松町二丁目 | 1949年1月1日 | 練馬高松町二丁目   |
| 旭町         | 1949年1月1日 | 練馬土支田町一丁目 |

| 実施後 | 実施年月日   | 実施前（特記なければ、各町名ともその一部）                                   |
| ------ | ------------ | ---------------------------------------------------------------------------- |
| 光が丘 | 1969年9月1日 | 田柄町一丁目（全域）、田柄町二丁目（全域）、高松町一丁目、高松町二丁目、旭町 |

| 実施後       | 実施年月日   | 実施前（各町名ともその一部） |
| ------------ | ------------ | ---------------------------- |
| 光が丘一丁目 | 1983年3月1日 | 光が丘                       |
| 光が丘二丁目 | 1983年3月1日 | 光が丘                       |
| 光が丘三丁目 | 1983年3月1日 | 光が丘                       |
| 光が丘四丁目 | 1983年3月1日 | 光が丘                       |
| 光が丘五丁目 | 1983年3月1日 | 光が丘                       |
| 光が丘六丁目 | 1983年3月1日 | 光が丘                       |
| 光が丘七丁目 | 1983年3月1日 | 光が丘                       |

## 光が丘パークタウン
光が丘パークタウン（ひかりがおかパークタウン）は、光が丘の多くの部分を占める集合住宅街。光が丘団地ともいう。
都市再生機構 (UR) と東京都住宅供給公社 (JKK東京) の分譲・賃貸住宅で構成され、一部は板橋区に属している。小学校は5校、中学校が4校、都立高校が1校ある。公立学校の校舎は将来的に老人ホームに転用することを視野に入れた設計で建設されている。光が丘清掃工場のごみ処理廃熱を活かした地域熱供給も導入されている。
「日本安全保障・危機管理学会」が登記上の「主たる事務所」を置いている。

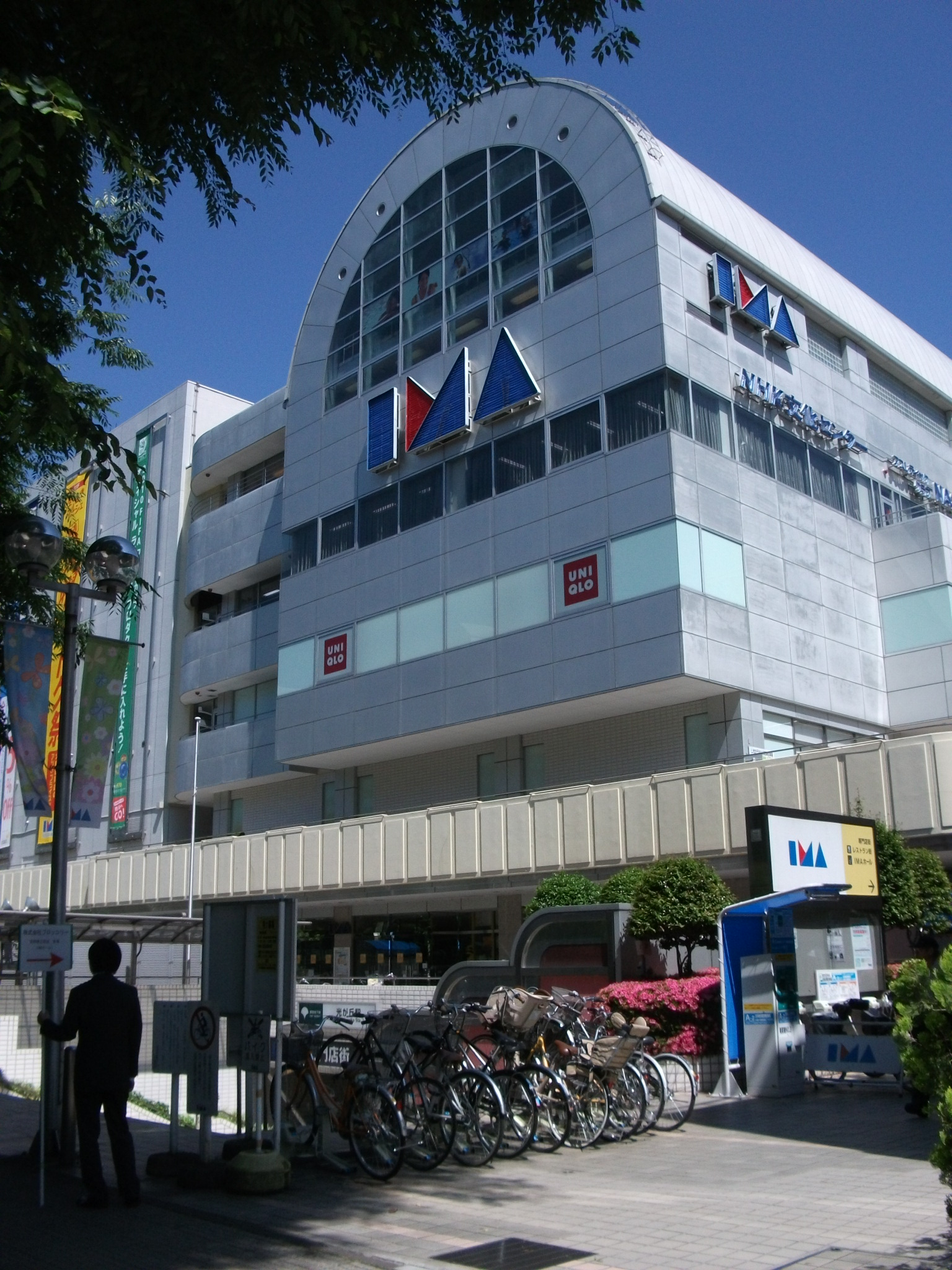
光が丘IMA
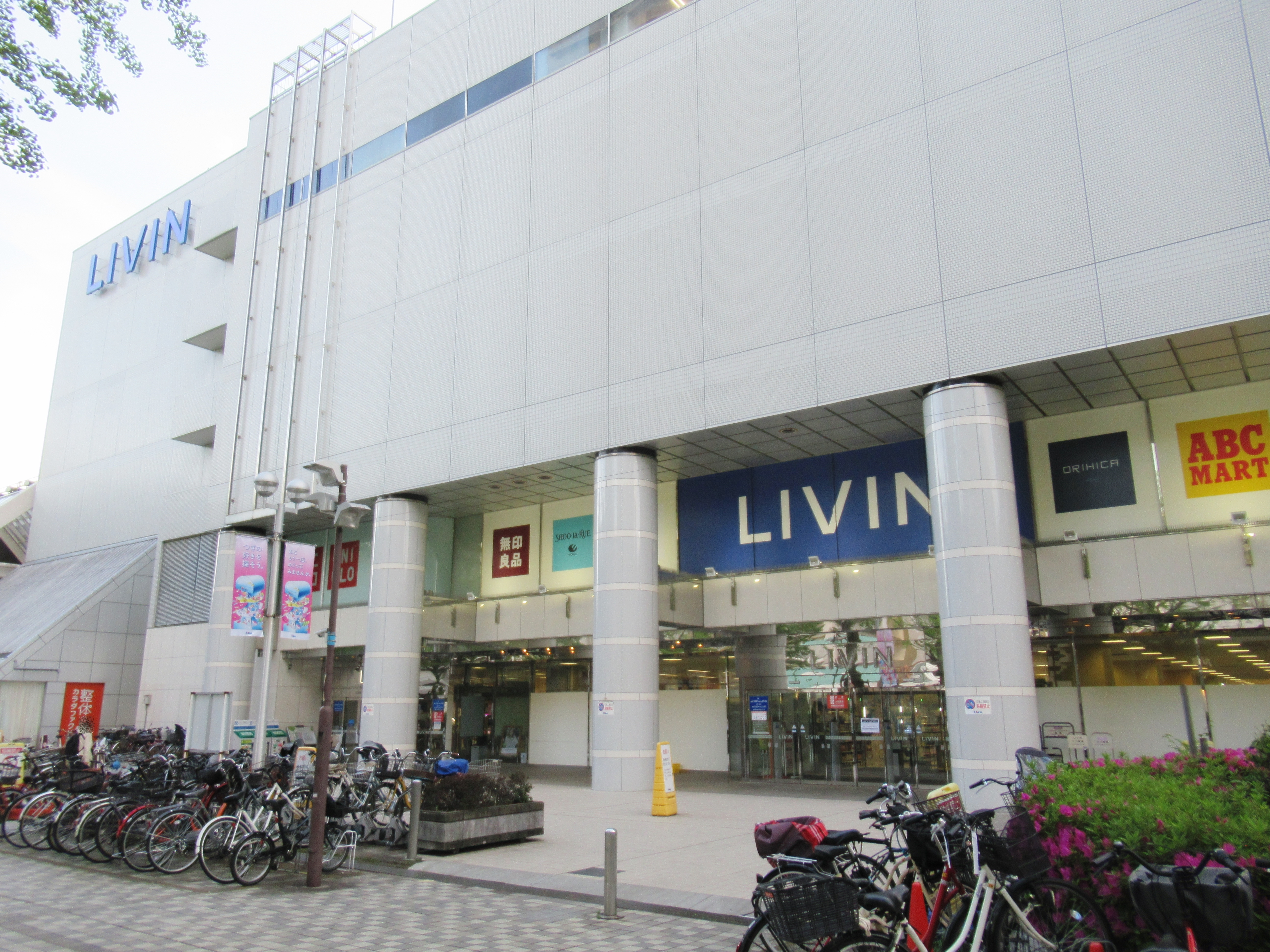
西友リヴィン光が丘店
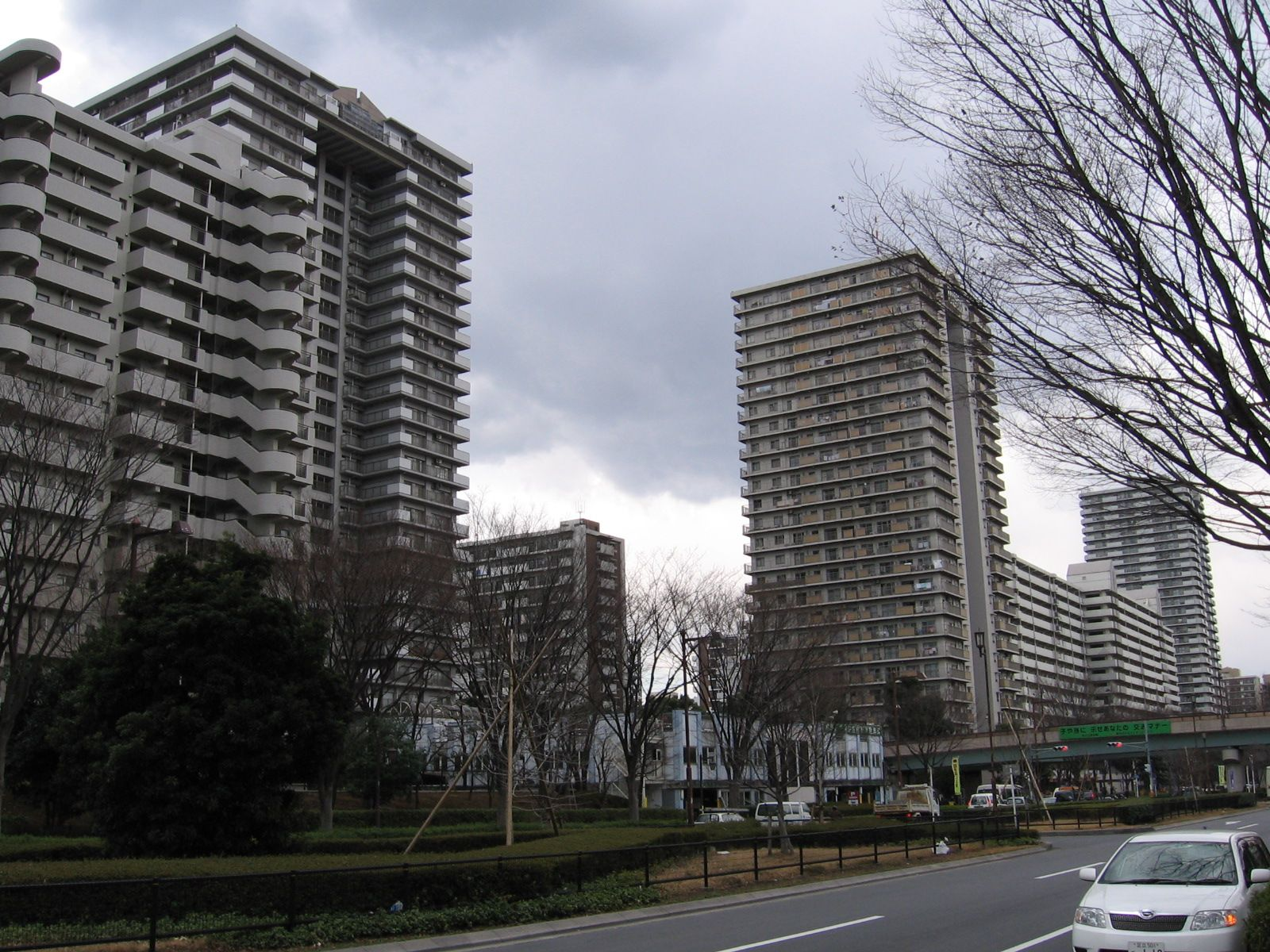
光が丘パークタウンの街並み（光が丘3丁目）
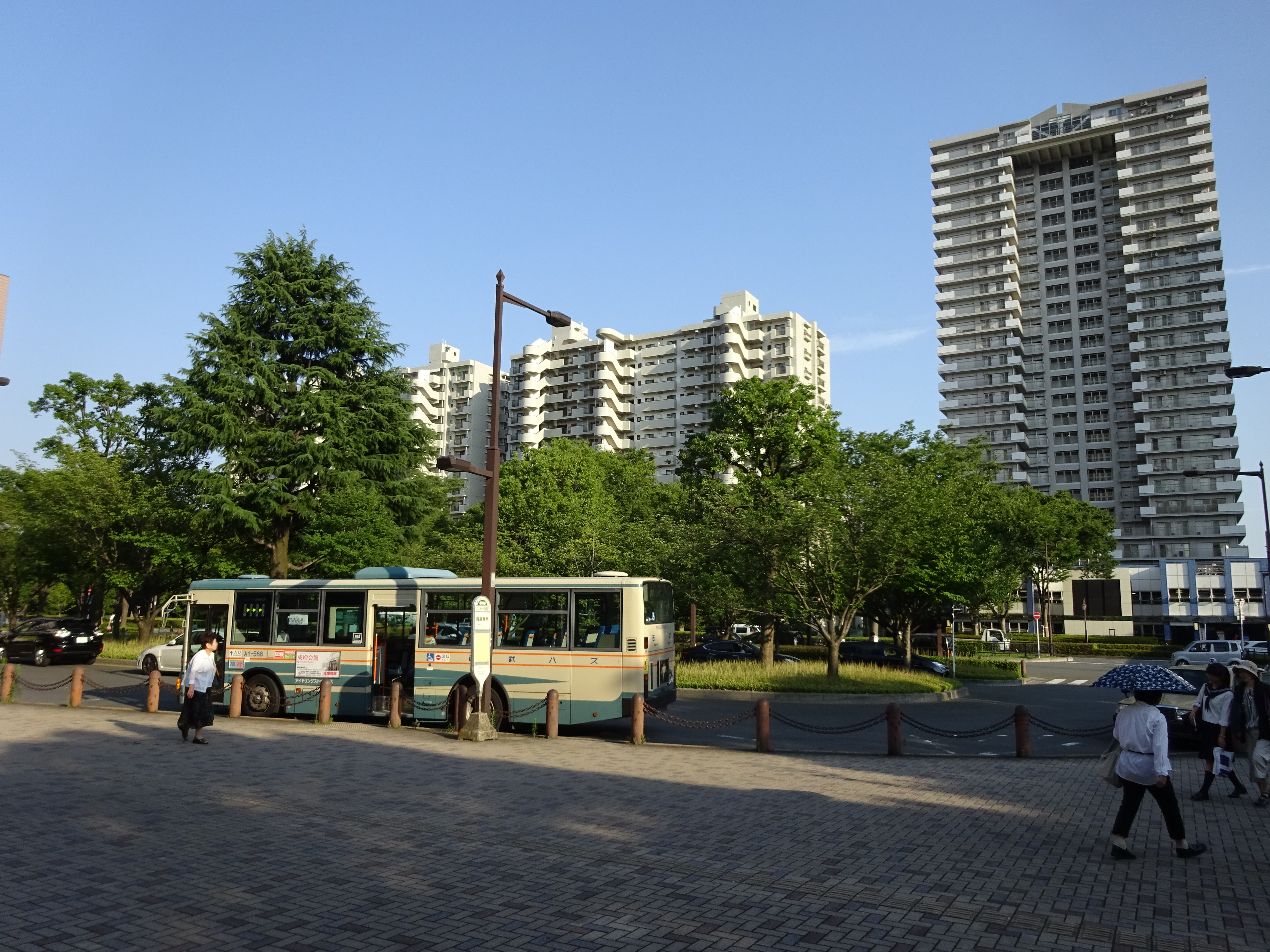
光が丘駅の駅前広場とバスのりば
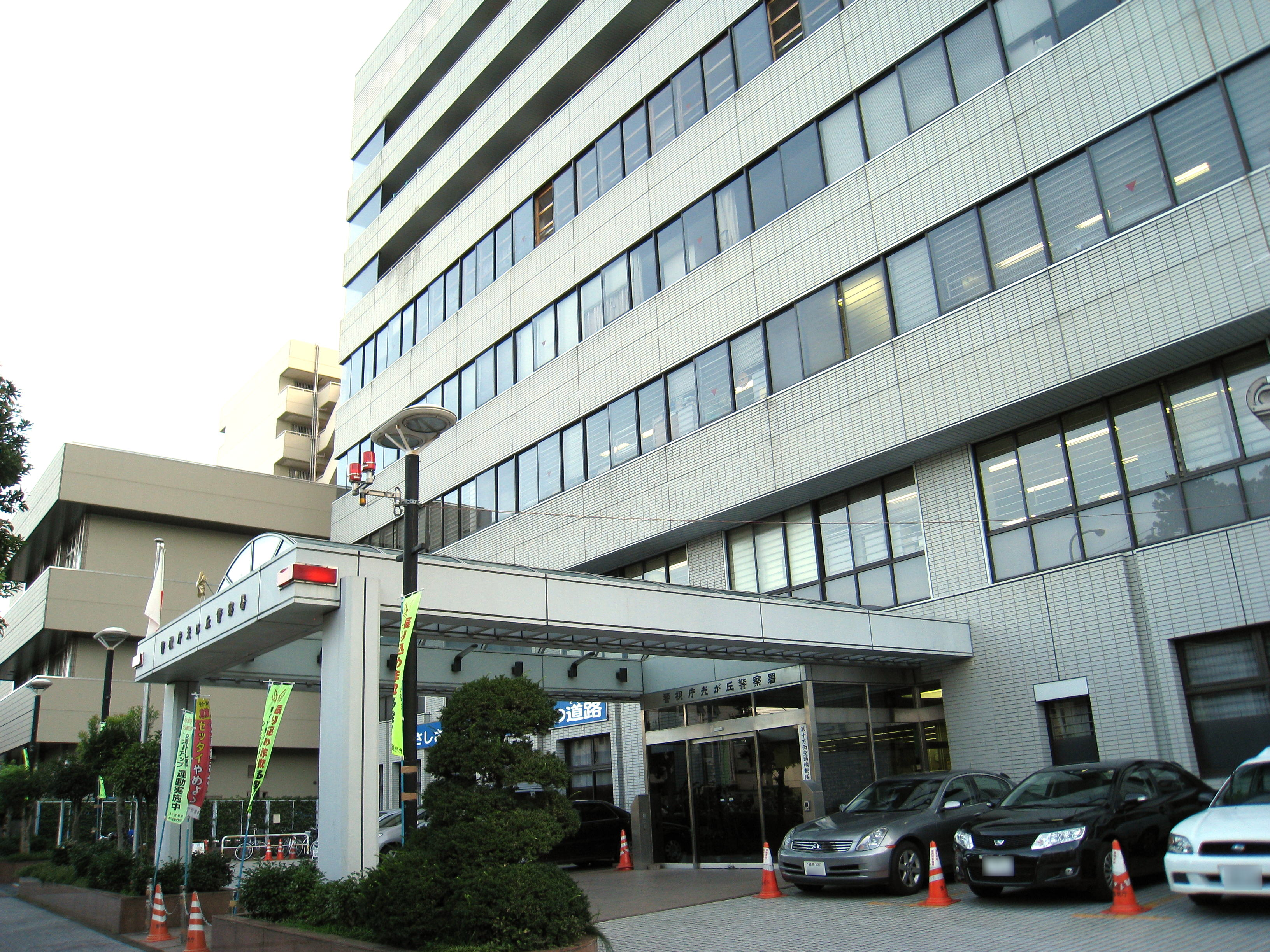
光が丘警察署
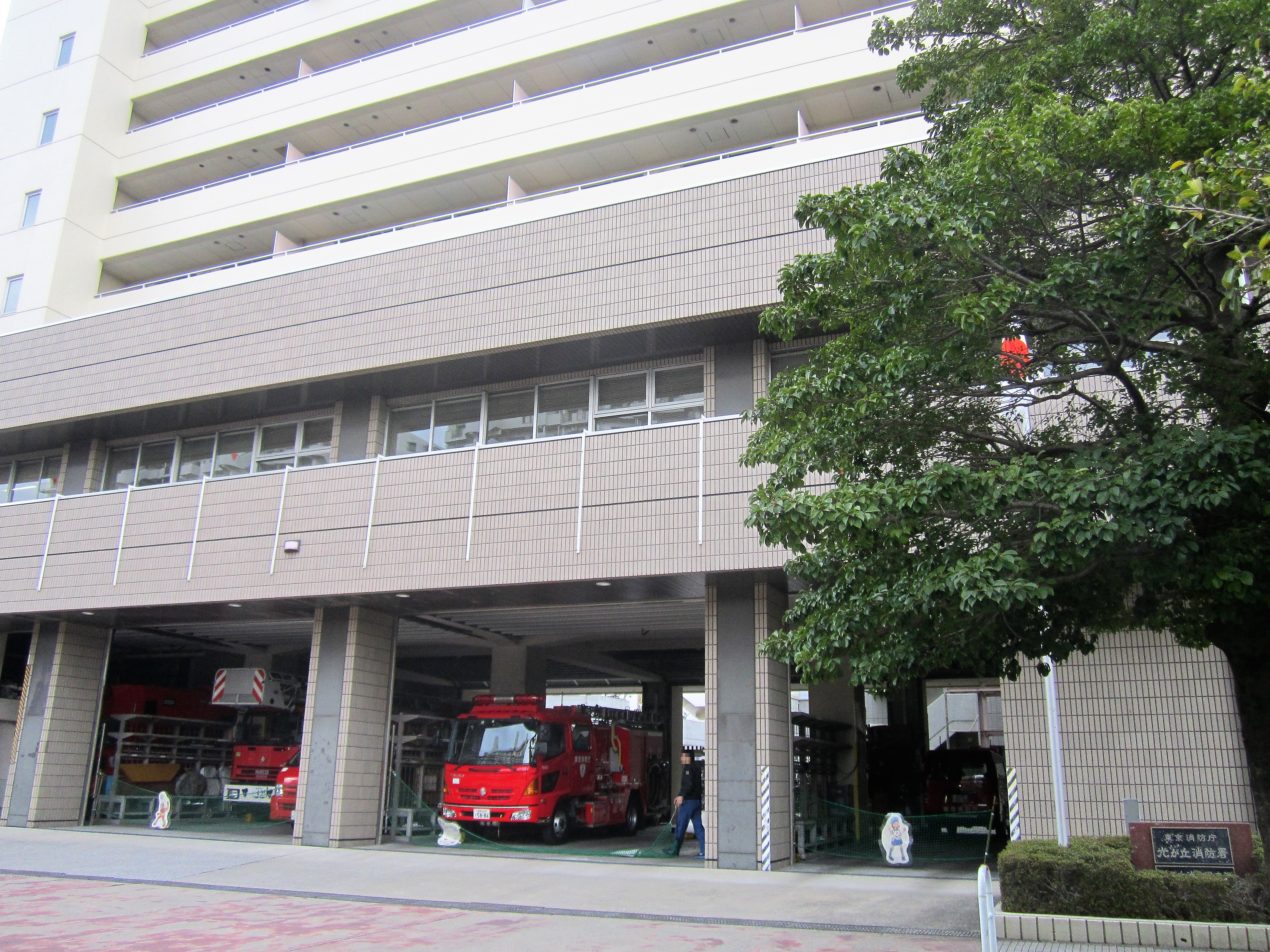
光が丘消防署
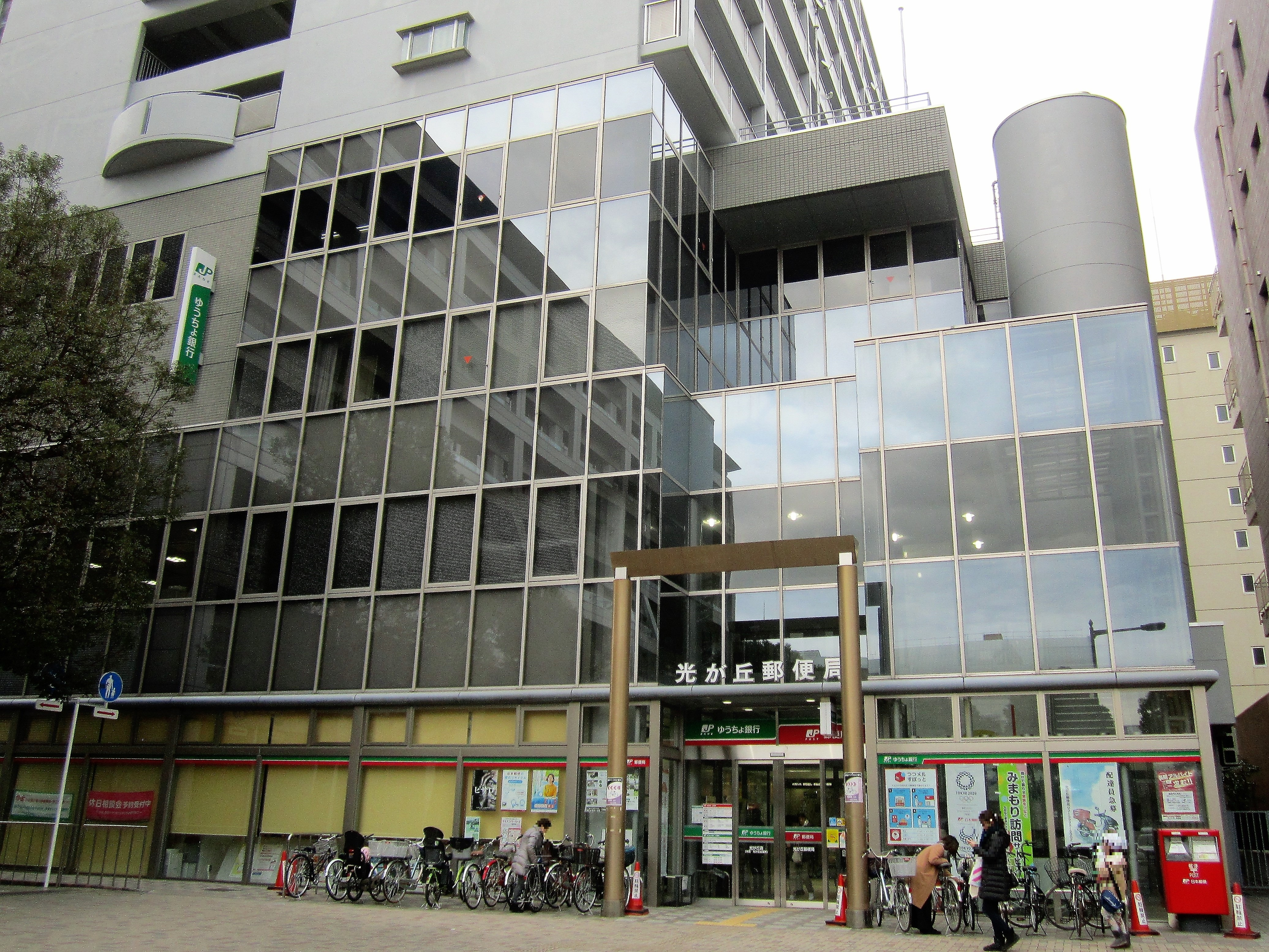
光が丘郵便局
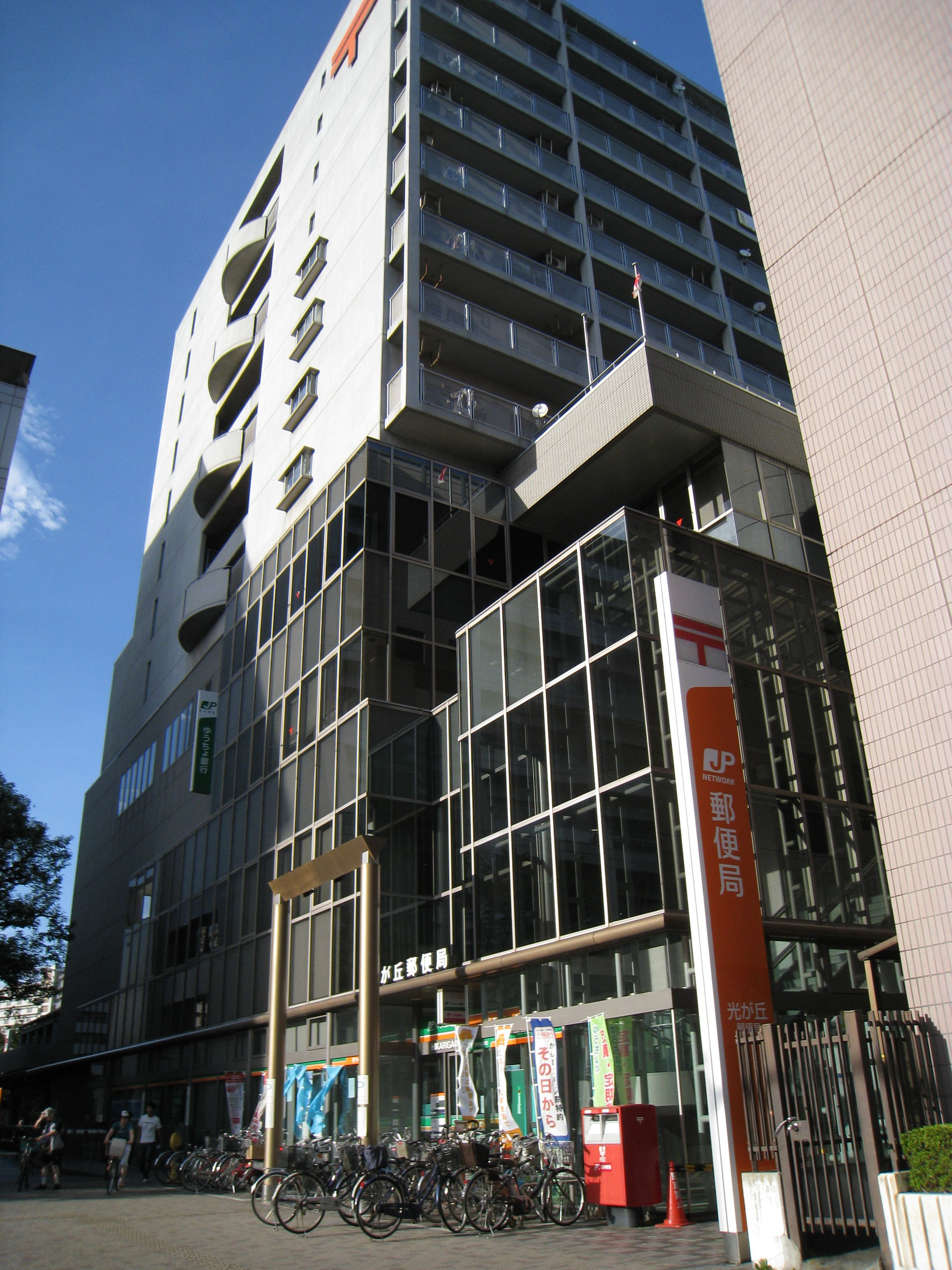
光が丘郵便局
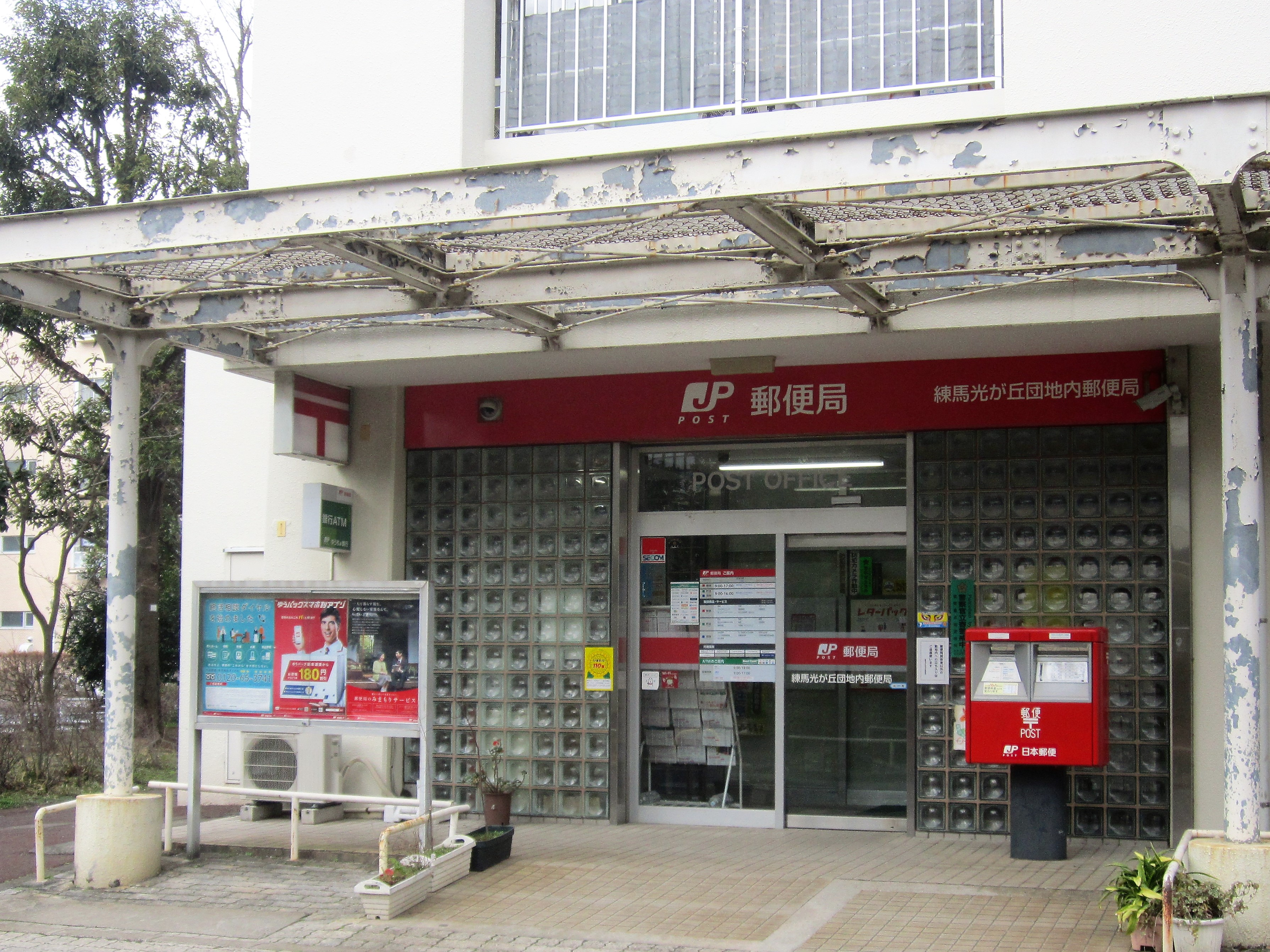
練馬光が丘団地内郵便局
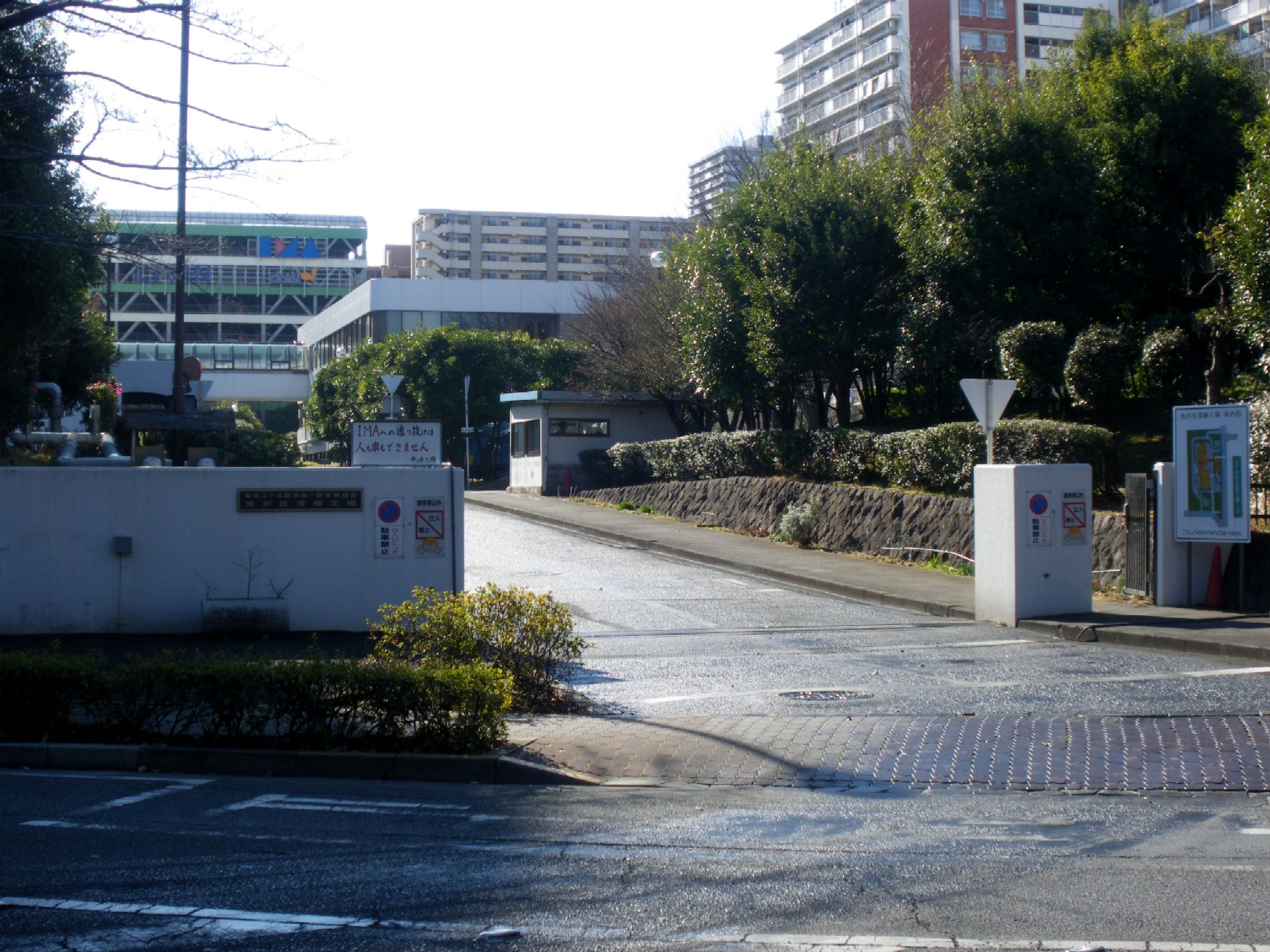
練馬清掃工場光が丘分工場

## 世帯数と人口
2025年（令和7年）4月1日現在（練馬区発表）の世帯数と人口は以下の通りである。
| 丁目         | 世帯数     | 人口     |
| ------------ | ---------- | -------- |
| 光が丘一丁目 | 1,569世帯  | 2,489人  |
| 光が丘二丁目 | 2,581世帯  | 5,159人  |
| 光が丘三丁目 | 4,018世帯  | 8,741人  |
| 光が丘四丁目 | 0世帯      | 0人      |
| 光が丘五丁目 | 1,604世帯  | 3,142人  |
| 光が丘六丁目 | 486世帯    | 1,016人  |
| 光が丘七丁目 | 2,578世帯  | 5,578人  |
| 計           | 12,836世帯 | 26,125人 |

### 人口の変遷
国勢調査による人口の推移。
| 年                 | 人口   |
| ------------------ | ------ |
| 1995年（平成7年）  | 36,312 |
| 2000年（平成12年） | 33,965 |
| 2005年（平成17年） | 31,447 |
| 2010年（平成22年） | 29,403 |
| 2015年（平成27年） | 28,215 |
| 2020年（令和2年）  | 26,561 |

### 世帯数の変遷
国勢調査による世帯数の推移。
| 年                 | 世帯数 |
| ------------------ | ------ |
| 1995年（平成7年）  | 11,731 |
| 2000年（平成12年） | 12,025 |
| 2005年（平成17年） | 11,980 |
| 2010年（平成22年） | 11,960 |
| 2015年（平成27年） | 11,996 |
| 2020年（令和2年）  | 11,933 |

### 高齢化率
光が丘の65歳以上の人口（高齢人口）が占める割合（高齢者化率）は14%（2005年1月1日現在・住民基本台帳）で、全国平均の20.04%と比べれば低めであった。
2005年1月1日現在の住民基本台帳より計算した、各丁目の高齢化率は以下の通り（小数点以下切捨て）。
- 光が丘一丁目 20%
- 光が丘二丁目 12%
- 光が丘三丁目 13%
- 光が丘四丁目 （公園のため住民基本台帳上の人口は0）
- 光が丘五丁目 51%
- 光が丘六丁目 16%
- 光が丘七丁目 12%

その後高齢化率は上昇し、2019年時点で32％、2022年時点では35.2％となっており、練馬区平均の22％を大きく上回っている状況にある。光が丘団地入居開始当時の1980年代に入居したいわゆるヤングファミリー層が永らく居住し、子が他所に住まいを移した後も、親世代が住み続けている背景も大きい。近年では、孤独死を防止、あるいは孤立しがちな独居老人のために自治会や町内会が積極的に日頃の見回りや憩いの場を設けるなどの施策もとっている。
また、それに伴い光が丘の少子化も顕著で、学校の統廃合も進んでいる。例として2019年に閉校となった練馬区立光が丘第四中学校は、1990年代前半には20学級前後を誇っていたが、閉校間際には4学級まで減少していた。
ただし、このような固定化した人口動態による急速な高齢化現象は光が丘に限らず多くのニュータウン・団地で抱えている問題である。光が丘は1980年代の住宅供給開始当時から光が丘IMAを中心とした複合ショッピング施設を計画的・組織的に設置しており、2020年にはリニューアルを施した。一方で高齢者にとっては、光が丘IMAまでの数百メートルの距離も歩行が困難になりやすく、移動販売車などの配慮もなされている。

## 学区
区立小・中学校に通う場合、学区は以下の通りとなる（2022年7月現在）。
| 丁目         | 街区                                      | 小学校                       | 中学校                   |
| ------------ | ----------------------------------------- | ---------------------------- | ------------------------ |
| 光が丘一丁目 | 全域                                      | 練馬区立光が丘第八小学校     | 練馬区立光が丘第三中学校 |
| 光が丘二丁目 | 1〜8番                                    | 練馬区立光が丘秋の陽小学校   | 練馬区立光が丘第三中学校 |
| 光が丘二丁目 | 9〜11番                                   | 練馬区立光が丘夏の雲小学校   | 練馬区立光が丘第三中学校 |
| 光が丘三丁目 | 1〜2番 3番4〜9号 5〜7番 8番8～12号 9番1号 | 練馬区立光が丘夏の雲小学校   | 練馬区立光が丘第三中学校 |
| 光が丘三丁目 | 3番1〜3号 4番 8番1〜7号 9番2号以降        | 練馬区立光が丘春の風小学校   | 練馬区立光が丘第二中学校 |
| 光が丘五丁目 | 全域                                      | 練馬区立光が丘四季の香小学校 | 練馬区立光が丘第一中学校 |
| 光が丘六丁目 | 全域                                      | 練馬区立光が丘四季の香小学校 | 練馬区立光が丘第一中学校 |
| 光が丘七丁目 | 全域                                      | 練馬区立光が丘春の風小学校   | 練馬区立光が丘第二中学校 |

## 交通

### 鉄道
- 都営地下鉄大江戸線 光が丘駅・練馬春日町駅
- 東武東上線 成増駅・下赤塚駅
- 東京地下鉄有楽町線・副都心線 地下鉄成増駅・地下鉄赤塚駅
- （東武啓志線ケーシー駅 1946年全線開業、1959年廃線）
域内にあるのは光が丘駅のみであるが、その他利用可能な駅は多い。

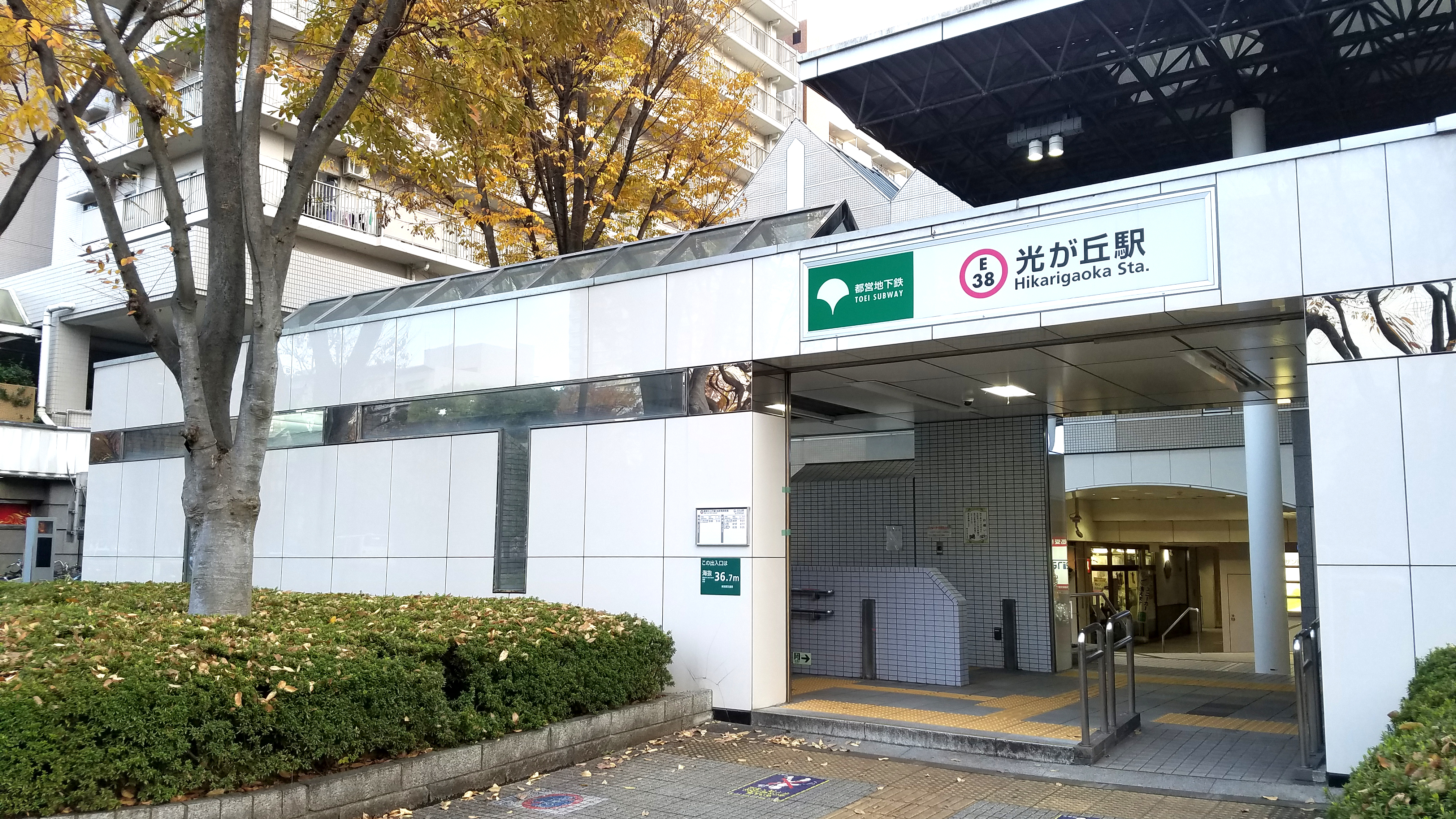
光が丘駅（新駅名票、2019年撮影）
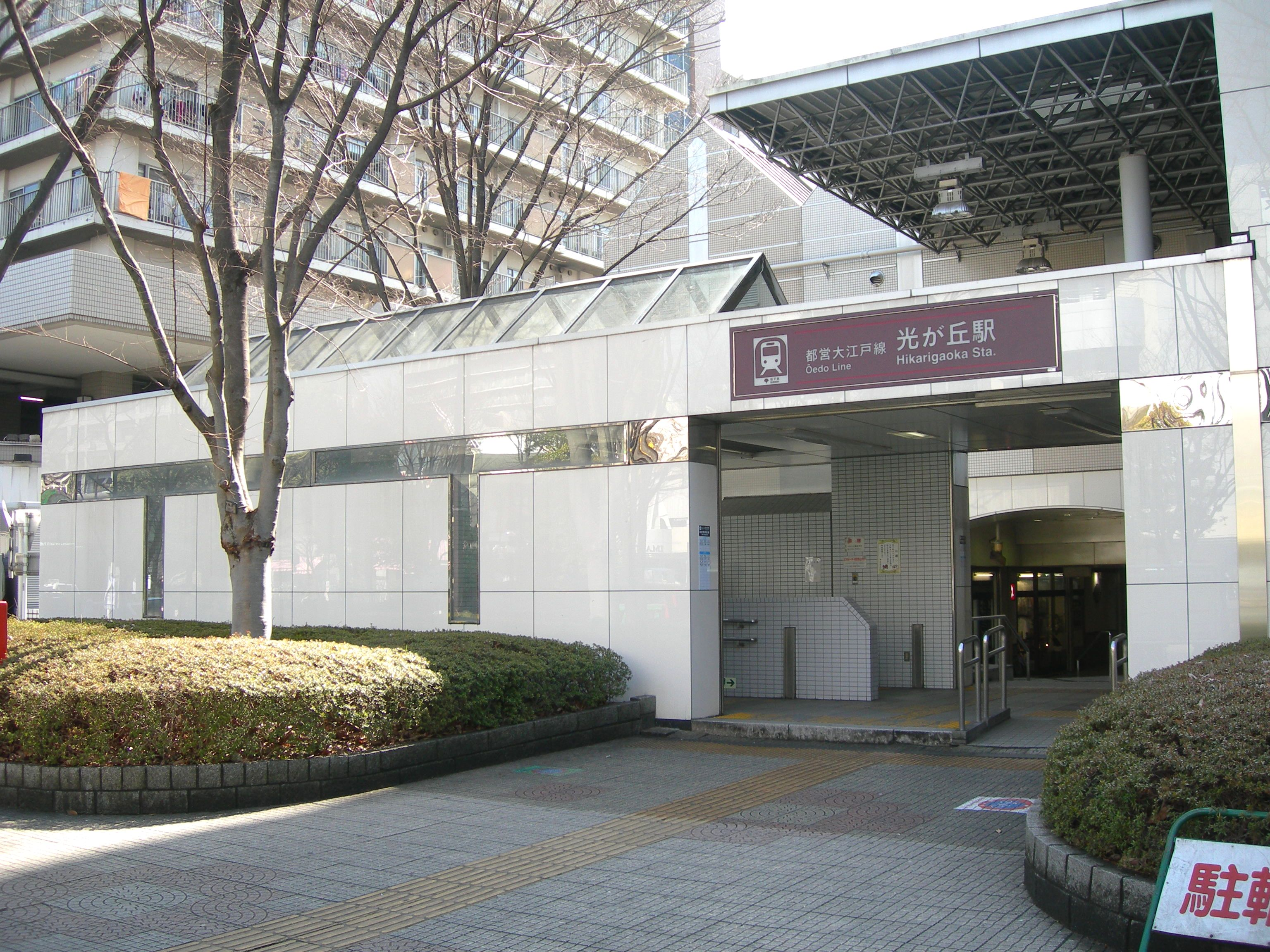
光が丘駅（旧駅名標、2010年撮影）

### バス
- 西武バス - 光が丘駅から成増駅、練馬高野台駅、土支田方面。
大江戸線開業前は豊島園駅発着も多数運行していたが、練馬駅から豊島園を経て成増駅まで結ぶ路線が東側に残る。
域外（高松）だが西側で近接する笹目通りからは石神井公園駅を経て吉祥寺駅へ向かう路線がある（過去には光が丘三丁目から発着していた）。
- 国際興業バス - 光が丘駅から平和台駅、池袋駅、土支田方面。
- みどりバス（練馬区コミュニティバス）

## 事業所
2021年（令和3年）現在の経済センサス調査による事業所数と従業員数は以下の通りである。
| 丁目         | 事業所数  | 従業員数 |
| ------------ | --------- | -------- |
| 光が丘一丁目 | 13事業所  | 204人    |
| 光が丘二丁目 | 64事業所  | 2,503人  |
| 光が丘三丁目 | 90事業所  | 870人    |
| 光が丘四丁目 | 4事業所   | 159人    |
| 光が丘五丁目 | 170事業所 | 2,661人  |
| 光が丘六丁目 | 17事業所  | 202人    |
| 光が丘七丁目 | 45事業所  | 500人    |
| 計           | 403事業所 | 7,099人  |

### 事業者数の変遷
経済センサスによる事業所数の推移。
| 年                 | 事業者数 |
| ------------------ | -------- |
| 2016年（平成28年） | 405      |
| 2021年（令和3年）  | 403      |

### 従業員数の変遷
経済センサスによる従業員数の推移。
| 年                 | 従業員数 |
| ------------------ | -------- |
| 2016年（平成28年） | 5,859    |
| 2021年（令和3年）  | 7,099    |

## その他
- スーパー戦隊シリーズや仮面ライダーシリーズ・不思議コメディシリーズなどの東映特撮を初めとしたドラマに、光が丘公園入り口のM字のオブジェや光が丘の公園各所、団地内などがよく使われている。これは近隣の大泉に東映の撮影所があるためで、交通の便利さのほか、エリア内に電柱がほとんどなく建物も新しかったこと、公園の広さと多さからくる景観の良さなどから重宝されていた。1980年代後半から東映ヒーローの撮影に毎週のように利用されていたが、近年は目新しさがなくなってきており、都内の道路事情の改善、各所に景観のよい場所も増えてきたせいか以前よりは登場頻度は減っている模様である。光が丘内で爆破やカースタントなどを含む危険な撮影は難しいため、いわゆる「変身前」の俳優による、戦闘シーン以外の撮影が主であるが、光が丘公園内で簡単なアクションや殺陣が撮影されることもあったため、ヒーローや専用のバイク、車両の姿がよく見かけられた。これに伴って、光が丘内の特定の建物（区民センター、郵便局、警察署、病院など）が看板だけ別物をかぶせて架空の組織の本部などとして撮影されることも多かった。
- 前述の東映撮影所との関連で、現在配信されている通信カラオケの映像にも光が丘で撮影されているものがある。
- 比較的ファミリー世帯（F1-F3層）が多い団地であり、地域の中心に主要駅とショッピングセンターがあることからニュース番組やワイドショーなどで、一般視聴者の意見を求めるインタビューで利用されることがしばしばある。
- 練馬区は東京23区内で夏の最高気温を記録することが多く、お天気コーナーのロケが入ることもある。なお、23区内のアメダス観測所は練馬区豊玉上のほか、東京（千代田区）、世田谷（世田谷区）、江戸川臨海（江戸川区）、羽田（大田区）の5箇所であり、「練馬」が都内最高気温と報じられた場合も、この5箇所のみの比較である。
- 映画『踊る大捜査線 THE MOVIE 湾岸署史上最悪の3日間!』に登場する重要人物が住む「都営ときわ団地」として光が丘2丁目界隈が撮影に使用された。
- アニメ『デジモンアドベンチャー』ではしばしば重要な場所として登場した。練馬区はアニメを活用した観光振興の一環として、区民センター前にキャラクター入りの観光案内板を設置している。
- 尾崎豊のアルバム『壊れた扉から』に収録されている『米軍キャンプ』の歌詞「米軍キャンプ跡の崩れかけた工場」とは、グラントハイツと呼ばれていた頃の風景である。
- 見通しが良く碁盤目状に整備された道路網が適しているためか、周辺地域の幾つかの自動車教習所で路上技能教習のコースとして利用される。
- タワーレコードリヴィン光が丘店は地元出身の増田貴久（NEWS）を推しとして前面に打ち出してディスプレイしていた（2024年3月閉店）。

### 日本郵便
- 郵便番号 : 179-0072[3]（集配局 : 光が丘郵便局[29]）。